# Меморіальна дошка Лесі Українці (Берлін)

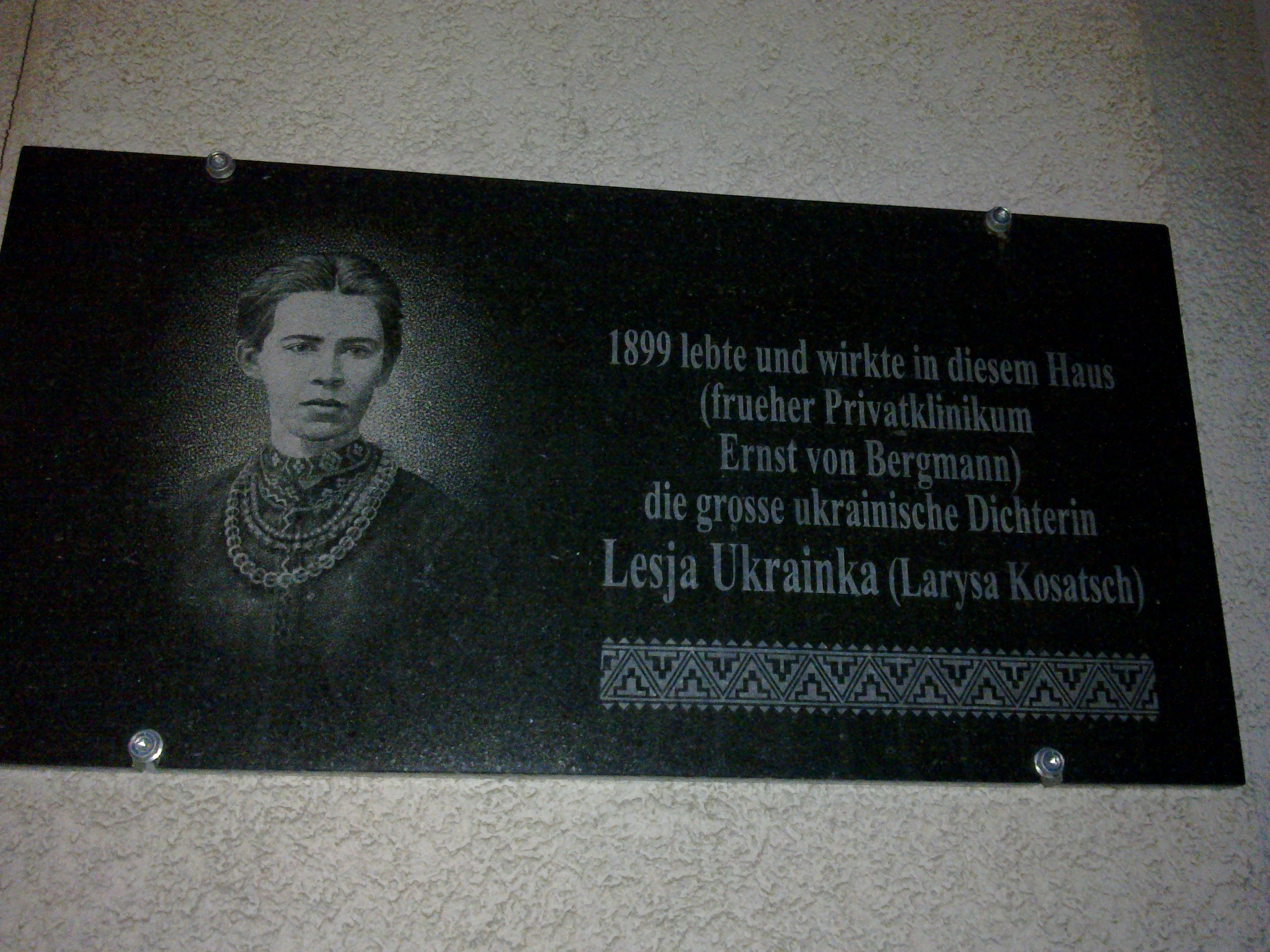
Пам'ятна дошка Лесі Українці в Берліні на Йоганнісштрассе (про лікування в 1899)

Меморіальна дошка Лесі Українці в Берліні — меморіальна дошка українській поетесі, встановлена у 2010 році за адресою Йоганнісштрассе, 11 на будинку колишньої приватної клініки німецького професора-хірурга Ернста фон Бергманна, де 1899 року лікувалася й працювала поетеса. Наразі в будинку розміщується хостел Heart of Gold.
25 лютого 2011 року до 140-ї річниці з дня народження поетеси до пам'ятної дошки були урочисто покладені квіти.

## Історія
Ініціатива відкриття дошки Лесі Українці в Берліні належить активістам української діаспори, зокрема об'єднаних в рамках Центральної спілки українців Німеччини, які розпочали проєкт із збору пожертв. Створив дошку скульптор-гравер Вадим Голобородов з Полтави.
До цього проєкту зокрема долучилися Валентина Шемчук та Інна Романенко — члени Полтавського відділення Міжнародної організації «Жіноча громада», яку очолює Марія Драч, Олена Новікова, Вольфганг Лоок, Софія Мішкіна, Леонід Зозовський, Людмила Гольдман, Наталія Гладіліна, Олена Гулько та Світлані Кьоніг.

## Відкриття
Дошку урочисто відкрито 30 серпня 2010. У офіційній церемонії відкриття взяли участь міністр закордонних справ України Костянтин Грищенко, голова Палати депутатів Берліна Вальтер Момпер, голова Центральної спілки українців Німеччини Людмила Млош, посол України у ФРН Наталія Зарудна, бургомістр району Берлін-Мітте Клаус Ганке та численні представники української громади.
У своїй промові Костянтин Грищенко нагадав, що Леся Українка першою переклала поезії Генріха Гейне українською мовою.